# KBS 1TV 토요 드라마
KBS 1TV 토요 드라마는 대한민국의 KBS 1TV에서 매주 토요일 방송되었던 TV 드라마 작품이다.

## 작품 리스트
|  | - 아래의 텔레비전 드라마 중 2002년 11월 이후에 시청 가능 연령을 표시하는 드라마 등급 제도를 의무적으로 시행하고 있습니다. - 2017년 3월 1일부터 TV 프로그램 등급 표시 외에 주제, 폭력성, 선정성, 언어, 모방 위험 등 분류 사유 표시를 의무적으로 시행하고 있습니다. |

### 1970년대
- 《KBS 무대》 : 1973년 4월 14일 ~ 1976년 4월 10일, 1978년 4월 15일 ~ 1980년 1월 19일 - 단막극

### 1980년대
- 《TV 문학관》 : 1981년 2월 14일 ~ 1987년 10월 3일 - 단막극
- 《드라마 초대석》 : 1987년 10월 17일 ~ 1988년 4월 23일 - 단막극
- 《논픽션 드라마》 : 1988년 5월 7일 ~ 1989년 8월 3일 - 단막극

### 1990년대
- 《징검다리》 : 1990년 6월 2일 ~ 1990년 12월 22일
- 《가족》 : 1991년 1월 5일 ~ 1991년 4월 20일
- 《삼국기》 : 1993년 4월 3일 ~ 1993년 4월 17일
- 《먼동》 : 1993년 4월 24일 ~ 1994년 4월 16일
- 《인간극장》 : 1994년 5월 7일 ~ 1995년 7월 29일 - 단막극

## 같이 보기
- KBS 2TV 토요 드라마
- KBS 1TV 주말 사극